# Corroios
Corroios ist eine Kleinstadt in Portugal. Sie liegt an der Margem Sul do Tejo, dem Lissabon gegenüberliegenden, südlichen Ufer der Mündung des Tejo.

## Geschichte
Nuno Álvares Pereira erhielt das Gebiet 1385 und ließ hier 1403 u. a. eine Gezeitenmühle errichten. Fischer hatten sich hier bereits angesiedelt. Im 14. Jahrhundert wurde Corroios eine eigene Gemeinde. Nach der Liberalen Revolution 1822 und dem folgenden Miguelistenkrieg wurde 1836 der Kreis von Seixal geschaffen, und Corroios wurde der Gemeinde Amora angegliedert. Erst 1976 wurde es wieder eine eigene Gemeinde. 1993 wurde Corroios zur Kleinstadt (Vila) erhoben.

## Kultur und Sehenswürdigkeiten
Sehenswert ist das 1403 erbaute Moinho de Maré de Corroios, eine Gezeitenmühle, die während des Erdbeben von Lissabon 1755 stark zerstört, aber 1980 wieder aufgebaut wurde.
Mit der Quinta do Rouxinol ist die Ausgrabung eines römischen Töpferofens zu sehen.
Wesentliche Teile der ehemaligen Sprengstoff-Fabrik Fábrica de Pólvora de Vale de Milhaços gehören heute zum Ökomuseum Seixal und können besichtigt werden.
Seit 1996 findet alljährlich mit dem Festival de Música Moderna de Corroios ein Wettbewerb und Festival für junge Rockbands statt.

## Verwaltung
Corroios ist Sitz einer gleichnamigen Gemeinde (Freguesia) im Kreis (Concelho) von Seixal, im Distrikt Setúbal. Die Gemeinde hat 50.806 Einwohner (Stand 19. April 2021) und umfasst eine Fläche von 17,1 km².
Folgende Ortschaften liegen in der Gemeinde Corroios:
- Alto do Moinho
- Corroios
- Miratejo
- Pinhal do Vidal
- Santa Marta do Pinhal
- Vale de Milhaços

## Verkehr
Corroios liegt mit eigenem Bahnhof an der Eisenbahnstrecke Linha do Sul. Auch die Nahverkehrszüge der Fertagus halten hier. Zudem ist es Startpunkt der zwei Straßenbahnlinien der Metro Sul do Tejo.
Der Ort liegt an der, hier zur mehrspurigen Schnellstraße ausgebauten Nationalstraße N10, die hier parallel zur Autobahn A2 verläuft, deren nächstgelegene Auffahrt Almada ist.

## Söhne und Töchter der Stadt
- António Simões (* 1943), Fußballspieler, Nationalspieler bei der WM 1966